# Herre, lär mig bedja
Herre, lär mig bedja är en sång från 1931 med text av Linus Hellzon och som sjungs på en engelsk melodi från omkring 1850. Sångens text är bearbetad 1985 av Solveig Samnegård.
En kör med liknande sångtext som sjungs på samma melodi finns i Frälsningsarméns sångböcker och Svensk söndagsskolsångbok 1929 med inledningsorden Jesus, lär mig bedja. Denna kör vars författare är okänd finns dock publicerad tidigare än Hellzons text.

## Publicerad som
"Jesus, lär mig bedja" i
- Svensk söndagsskolsångbok 1929 som nr 214 under rubriken "Barndoms- och ungdomstiden".
- Frälsningsarméns sångbok 1929 som nr 28 under rubriken "Bön" i körsångsdelen.
- Frälsningsarméns sångbok 1968 som nr 27 under rubriken "Bön" i körsångsdelen.
- Frälsningsarméns sångbok 1990 som nr 760 under rubriken "Bön" i körsångsdelen.

"Herre, lär mig bedja" i
- Psalmer och Sånger 1987 som nr 569 under rubriken "Att leva av tro - Bönen".[2]
- Segertoner 1988 som nr 472 under rubriken "Att leva av tro - Bönen".[1]